# Nglaban
Nglaban is een bestuurslaag in het regentschap Nganjuk van de provincie Oost-Java, Indonesië. Nglaban telt 4823 inwoners (volkstelling 2010).